# Нижняя Залегощь
Ни́жняя За́легощь — село в Залегощенском районе Орловской области России. Входит в Нижнезалегощенское сельское поселение.
До образования Залегощенского района входило в состав Новосильского уезда Тульской губернии.

## Название
Название получено от реки Залегощи по местоположению в нижнем её течении, нежели другое село (Вышняя) Верхняя Залегощь, находящееся выше по течению.

## География
Расположено на равнинной пересечённой лесами и оврагами местности по обеим сторонам реки Залегощи в 67 км от Орла и в 7 км от районного центра Залегощи.

## История
Время образования поселения неизвестно, но оно связано с расселением по уезду казачества. По преданию эта местность была заселена казаками из Запорожья для охраны территории от литовских и крымскотатарских набегов. До 1836 года населяющие крестьяне в метрических книгах и в земельном генеральном плане писались «казаками». В 1748 году в селе Нижняя Залегощь упоминается Покровский храм. Каменный был построен в 1770 году. В селе находилась и другая каменная церковь, построенная в 1874 году, во имя Вознесения Господня, близ которой в праздники проводились ярмарки. В 1915 году в Нижней Залегощи насчитывалось 685 крестьянских дворов. В приходе имелись две земские и две церковно-приходские школы.
Во время войны была оккупирована немцами и освобождена в июле 1943 года.

## Население
| 1857 | 1859  | 1915  | 2010 |
| ---- | ----- | ----- | ---- |
| 3637 | ↗3676 | ↗6325 | ↘0   |